# Joachim Löw
Joachim Löw (Schönau im Schwarzwald, 3 febbraio 1960) è un allenatore di calcio ed ex calciatore tedesco, di ruolo attaccante.
Già vice di Jürgen Klinsmann sulla panchina della nazionale tedesca dal 2004 al 2006, ne è diventato commissario tecnico nello stesso anno, alla fine del mondiale tedesco, e ha ricoperto tale incarico ininterrottamente fino al 2021: da selezionatore ha portato la Mannschaft alla vittoria del campionato del mondo 2014 e della FIFA Confederations Cup 2017, raggiungendo inoltre la finale del campionato d'Europa 2008, le semifinali nelle successive edizioni di Polonia-Ucraina 2012 e Francia 2016 e il terzo posto al campionato del mondo 2010. In precedenza aveva vinto la Coppa di Germania nel 1996-1997 alla guida dello Stoccarda, il campionato austriaco con il Tirol Innsbruck (2001-2002) e la Supercoppa d'Austria (2003) alla guida dell'Austria Vienna.
Il suo periodo in carica da commissario tecnico della nazionale tedesca ha superato i quindici anni, rendendolo l'allenatore che ha guidato più a lungo una nazionale (198 partite) dopo Òscar Tabárez (215). In tutti questi anni, Joachim Löw ha saputo dare un'immagine attraente alla squadra tedesca, privilegiando in particolare la tecnica e il buon gioco rivolto all'offensiva. Durante la sua carriera come allenatore della Germania, ha giocato in quattro Mondiali (di cui uno come assistente), quattro Campionati europei e due Confederations Cup (di cui una come assistente).

## Biografia
Löw è il maggiore di quattro figli del fornaio autonomo Hans Löw e di sua moglie Hildegard, nata Lais. Ha trascorso la sua infanzia e giovinezza nella sua città natale di Schönau nella Foresta Nera. Dopo la scuola elementare, ha frequentato il liceo a Schönau, che ha lasciato nel giugno 1977 conseguendo il diploma di scuola superiore. Ha poi completato un apprendistato come commerciante all'ingrosso e di commercio estero. Allo stesso tempo era un chierichetto.
Nel 1986 ha sposato la compagna Daniela, con la quale aveva una relazione dal 1977. La coppia non ha figli. Nell'agosto 2016, la separazione di Löw dalla moglie divenne nota e il divorzio non era previsto. Dal 2007 al 2016 Löw ha vissuto a Wittnau vicino a Friburgo.
Anche il fratello minore di Joachim Löw, Markus Löw, è un ex calciatore professionista.

## Carriera

### Giocatore

#### Club
Löw iniziò la sua carriera di calciatore nel 1978 con il Friburgo, squadra di seconda divisione. Nel 1980 fu acquistato dallo Stoccarda che militava nella massima serie ma ebbe delle difficoltà di ambientamento e giocò solo 4 partite senza segnare alcun gol.
Nella stagione 1981-1982 giocò con l'Eintracht Francoforte (24 partite e 5 gol), e ritornò al Friburgo l'anno seguente. Nella stagione 1982-1983 segnò 8 reti in 34 partite e nel 1983-1984 17 in 31 presenze in Zweite Bundesliga. L'anno seguente ritornò in Bundesliga, passando al Karlsruhe, ma ancora una volta non riuscì ad emergere, realizzando solo un gol in 24 partite. Così la stagione seguente tornò nuovamente al Friburgo dove restò per quattro anni nei quali disputò un totale di 116 partite realizzando 38 reti.
Concluse la sua carriera agonistica in Svizzera, dove giocò con lo Sciaffusa (1989-1992), il Winterthur (1992-1994) e il Frauenfeld, dove fu giocatore-allenatore.

#### Nazionale
Tra il 1979 e il 1980, collezionò 4 presenze con la Nazionale tedesca occidentale Under-21.

### Allenatore

#### Club
Löw iniziò allenando le giovanili del Winterthur dal 1º luglio 1992 al 30 giugno 1994, prima ancora di ritirarsi come giocatore, per poi diventare giocatore-allenatore del Frauenfeld dal 1º luglio 1994 al 30 giugno 1995.
Il 1º luglio 1995 divenne vice di Rolf Fringer allo Stoccarda e il 14 agosto 1996, quando Fringer ebbe l'opportunità di diventare commissario tecnico della Svizzera, ne prese il posto. Con quello che fu definito il Triangolo magico composto dagli attaccanti Krasimir Balăkov, Giovane Élber e Fredi Bobic, lo Stoccarda disputò una buona stagione in cui vinse la Coppa di Germania. La stagione seguente la squadra raggiunse la finale di Coppa delle Coppe perdendola 1-0 contro il Chelsea e chiuse al quarto posto in Bundesliga.
Löw lasciò lo Stoccarda il 20 maggio 1998 per passare il 1º luglio al Fenerbahçe. Lasciò la squadra di Istanbul il 30 maggio 1999.
Il 25 ottobre 1999 firmò per il Karlsruhe, ma non riuscì ad evitare la retrocessione della squadra in terza divisione e fu così esonerato il 19 aprile 2000. Dal 20 dicembre 2000 al 4 marzo 2001 ritornò in Turchia come allenatore dell'Adanaspor, venendo esonerato a stagione in corso.
Il 10 ottobre 2001 divenne allenatore del Tirol Innsbruck, conducendolo alla vittoria del campionato austriaco nel 2002. Lo stesso anno il club finì in bancarotta, così Löw rimase ancora senza panchina.
Il 1º luglio 2003 fu chiamato dall'Austria Vienna, che guidò fino al 24 marzo 2004, quando fu scelto da Jürgen Klinsmann come suo vice nella nazionale tedesca a partire dal 1º agosto.

#### Nazionale tedesca

##### Vice
Nel biennio 2004-2006 affiancò Jürgen Klinsmann alla guida della nazionale tedesca in qualità di vice-allenatore. La Germania partecipò alla Confederations Cup 2005 e al campionato mondiale del 2006 (organizzato proprio dalla Germania), ottenendo il terzo posto in entrambe le manifestazioni.

##### 2006-2014

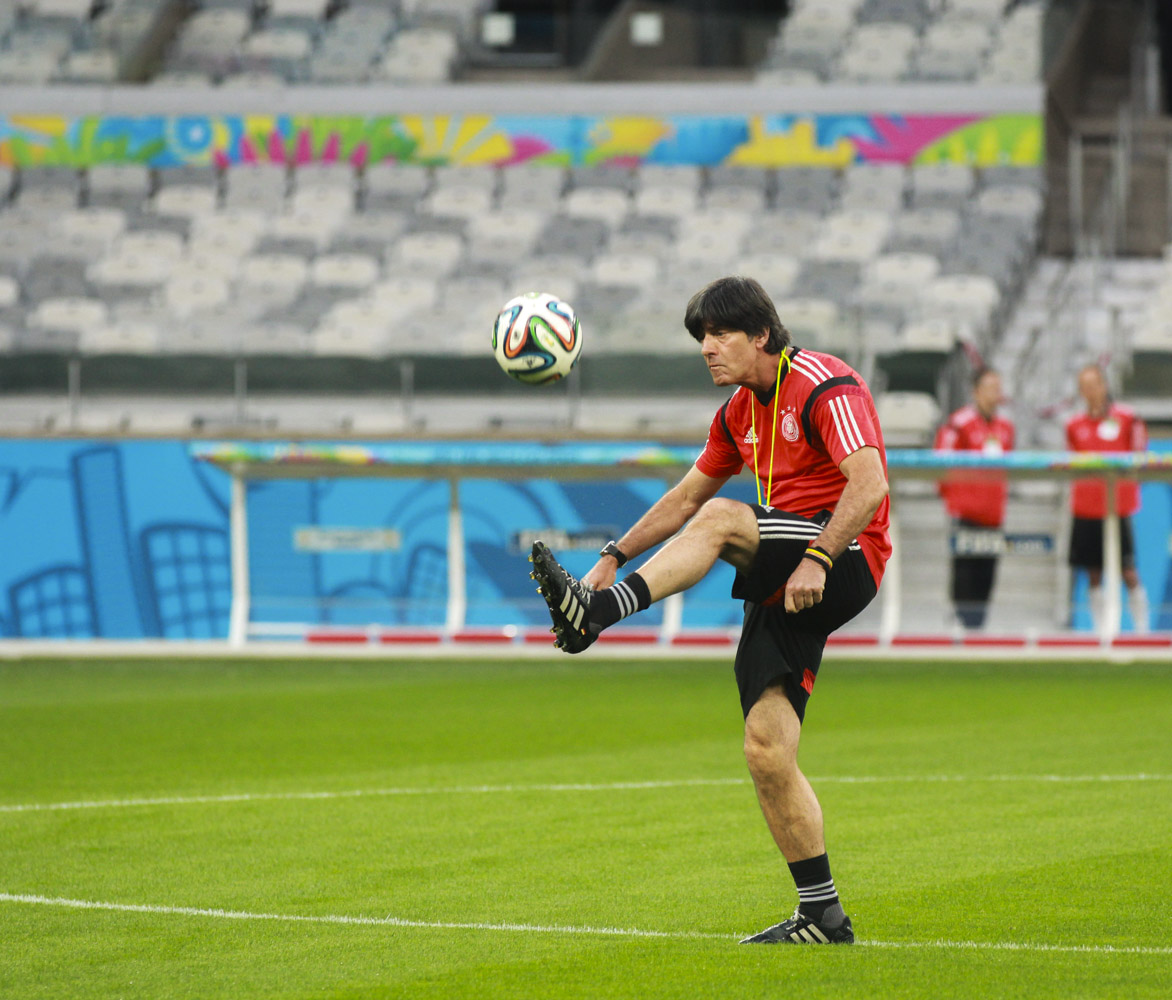
Löw durante un allenamento prima della semifinale contro il al campionato mondiale del 2014. La partita si chiuse con lo storico punteggio di 7-1 in favore dei tedeschi.

Il 12 luglio 2006, in seguito alle dimissioni dello stesso Klinsmann, venne nominato commissario tecnico della Germania. Il 16 agosto esordì con una vittoria per 3-0 sulla Svezia.
Nel settembre 2006, nel corso delle qualificazioni al campionato europeo del 2008, la Germania ottenne la più larga vittoria della propria storia, battendo San Marino per 13-0. La fase finale del torneo in Austria e Svizzera vide i tedeschi arrivare in finale, persa per 1-0 contro la Spagna.
La nazionale si qualificò poi al campionato mondiale del 2010 in Sudafrica con otto vittorie e due pareggi. Nella fase finale della competizione, la squadra ottenne una clamorosa vittoria per 4-0 contro l'Argentina ai quarti di finale, ma uscì in semifinale, nuovamente a causa di una sconfitta contro la Spagna. Si aggiudicò comunque il terzo posto, sconfiggendo l'Uruguay per 3-2.
Nel 2011 la Germania di Löw vinse il proprio girone di qualificazione al campionato d'Europa del 2012 a punteggio pieno. Nella fase finale del torneo, in Polonia e Ucraina, la selezione tedesca venne battuta ed eliminata dall'Italia in semifinale.
Nel 2014 Löw guidò la Germania alla vittoria del campionato del mondo in Brasile, ottenuta imponendosi in sei incontri su sette disputati. Dopo aver superato in semifinale i padroni di casa del Brasile con uno storico 7-1, in finale i tedeschi superarono per 1-0 dopo i tempi supplementari l'Argentina (con il gol decisivo di Mario Götze).

##### 2015-2021
Nel 2015 il tecnico allungò ulteriormente l'accordo con la federazione tedesca, per poi venire confermato un anno più tardi, nonostante l'eliminazione in semifinale contro la Francia al campionato d'Europa disputato proprio in Francia. Durante il torneo, portò la Germania ad imporsi ai rigori sull’Italia nei quarti di finale: si trattò della prima volta che la nazionale tedesca riuscì ad imporsi su quella italiana in un torneo ufficiale.
Nel 2017 vinse la Confederations Cup in Russia, con la Germania che si impose in quattro incontri su cinque disputati, tra cui la finale contro il Cile, vinta per 1-0. Superato brillantemente il girone di qualificazione al campionato mondiale 2018, con 10 vittorie su 10 incontri, la Germania di Löw deluse, tuttavia, nella fase finale disputata in Russia; il cammino nella rassegna iridata si concluse, infatti, con l'eliminazione al primo turno, evento mai successo nella storia della nazionale tedesca.
Dopo la storica eliminazione si parlò di un possibile abbandono di Löw alla nazionale tedesca, ma il 30 giugno 2018 la Federazione calcistica tedesca lo confermò fino al campionato europeo del 2020.
Il 9 marzo 2021 fu annunciato che il suo contratto sarebbe terminato dopo il campionato europeo, nel frattempo posticipato all'estate 2021 a causa della pandemia di COVID-19, a prescindere dal risultato che la sua nazionale avrebbe ottenuto in tale torneo.
Nella fase finale del campionato d'Europa 2020 la nazionale teutonica superò la prima fase come seconda classificata nel proprio girone, alle spalle della Francia, e fu eliminata dall'Inghilterra nel successivo ottavo di finale. Quella contro gli inglesi fu l'ultima partita di Löw come commissario tecnico dopo quasi quindici anni di gestione, periodo che lo posiziona al secondo posto tra i CT della nazionale tedesca rimasti in carica più a lungo, alle spalle di Sepp Herberger, che sedette sulla panchina della Mannschaft dal 1936 al 1964. Come suo successore venne designato Hans-Dieter Flick, che era già stato suo vice tra il 2006 ed il 2014.

## Critiche
Nella vicenda relativa alle dimissioni di Mesut Özil dalla nazionale, Löw ha mantenuto un basso profilo nel 2018. In questa vicenda, è stato accusato di conflitto di interessi e parzialità. Il suo consigliere personale Harun Arslan, che gli ha procurato la posizione di allenatore al Fenerbahçe, è anche consigliere di Mesut Özil e İlkay Gündoğan.
Nel dibattito sull'espulsione di tre giocatori dalla squadra durante la Coppa del Mondo 2014, Thomas Müller, Jérôme Boateng e Mats Hummels, Löw è stato ampiamente criticato per i tempi, la finalità e il modo di annunciare la decisione, dallo stesso Thomas Müller, dal presidente della DFB Reinhard Grindel, dai dirigenti del Bayern Karl-Heinz Rummenigge e Hasan Salihamidžić e dagli ex giocatori della nazionale Lothar Matthäus, Stefan Effenberg e Dietmar Hamann.

## Altre attività
- Youth Football Foundation: dal 2000, Löw è vicepresidente di questa fondazione, che gestisce un portale Internet per i giovani tifosi di calcio e sostiene streetfootballworld, una rete globale di progetti di calcio sociale. Altre personalità nazionali come Jürgen Klinsmann, Andreas Köpke, Jens Lehmann, Christoph Metzelder e Pierre Littbarski fanno parte del Comitato esecutivo e del Consiglio di fondazione della Fondazione.
- Mercedes-Benz Junior Cup: dal 2006, Löw è ospite fisso di uno dei più importanti tornei per giovani professionisti.
- Wir helfen Afrika: Löw ha sostenuto questo progetto sociale per i Mondiali di calcio 2010 in Sudafrica.
- Plan International: Dal 2010, Joachim Löw sostiene questo ente di beneficenza per bambini. Ha due figliocci in Ghana, un maschio e una femmina. Insieme a Nivea e Plan International sostiene un progetto sportivo ed educativo in Ruanda. È anche coinvolto in progetti di calcio femminile.[23]
- Politica: il 12 febbraio 2017 Löw è stato membro della 16ª Assemblea federale responsabile dell'elezione del presidente federale, in qualità di rappresentante del parlamento statale del Baden-Württemberg per il partito Alleanza 90/I Verdi.[24]

## Statistiche

### Statistiche da allenatore

#### Club
Statistiche aggiornate al 24 marzo 2004. In grassetto le competizioni vinte.
| Stagione         | Squadra          | Campionato       | Campionato | Campionato | Campionato | Campionato | Coppe nazionali | Coppe nazionali | Coppe nazionali | Coppe nazionali | Coppe nazionali | Coppe continentali | Coppe continentali | Coppe continentali | Coppe continentali | Coppe continentali | Altre coppe | Altre coppe | Altre coppe | Altre coppe | Altre coppe | Totale | Totale | Totale | Totale | % Vittorie | Piazz.        |
| Stagione         | Squadra          | Comp             | G          | V          | N          | P          | Comp            | G               | V               | N               | P               | Comp               | G                  | V                  | N                  | P                  | Comp        | G           | V           | N           | P           | G      | V      | N      | P      | %          | Piazz.        |
| ---------------- | ---------------- | ---------------- | ---------- | ---------- | ---------- | ---------- | --------------- | --------------- | --------------- | --------------- | --------------- | ------------------ | ------------------ | ------------------ | ------------------ | ------------------ | ----------- | ----------- | ----------- | ----------- | ----------- | ------ | ------ | ------ | ------ | ---------- | ------------- |
| 1996-1997        | Stoccarda        | BL               | 34         | 18         | 7          | 9          | CG              | 5               | 3               | 2               | 0               | Int                | 0                  | 0                  | 0                  | 0                  | -           | -           | -           | -           | -           | 39     | 21     | 9      | 9      | 53,85      | 4º            |
| 1997-1998        | Stoccarda        | BL               | 34         | 14         | 10         | 10         | CG              | 5               | 4               | 0               | 1               | CdC                | 9                  | 6                  | 1                  | 2                  | SG          | 2           | 1           | 0           | 1           | 50     | 25     | 11     | 14     | 50,00      | 4º            |
| Totale Stoccarda | Totale Stoccarda | Totale Stoccarda | 68         | 32         | 17         | 19         |                 | 10              | 7               | 2               | 1               |                    | 9                  | 6                  | 1                  | 2                  |             | 2           | 1           | 0           | 1           | 89     | 46     | 20     | 23     | 51,69      |               |
| 1998-1999        | Fenerbahçe       | TL               | 34         | 22         | 6          | 6          | TK              | 0               | 0               | 0               | 0               | CU                 | 4                  | 2                  | 0                  | 2                  | -           | -           | -           | -           | -           | 38     | 24     | 6      | 8      | 63,16      | 3º            |
| 1999-2000        | Karlsruhe        | 2.BL             | 18         | 1          | 7          | 10         | CG              | 0               | 0               | 0               | 0               | -                  | -                  | -                  | -                  | -                  | -           | -           | -           | -           | -           | 18     | 1      | 7      | 10     | &5,56      | Suben., eson. |
| 2000-2001        | Adanaspor        | TL               | 6          | 0          | 2          | 4          | TK              | 0               | 0               | 0               | 0               | -                  | -                  | -                  | -                  | -                  | -           | -           | -           | -           | -           | 6      | 0      | 2      | 4      | &0,00      | Suben., eson. |
| 2001-2002        | Tirol Innsbruck  | BL               | 24         | 13         | 4          | 7          | CA              | 1               | 0               | 0               | 1               | CU                 | 2                  | 0                  | 1                  | 1                  | -           | -           | -           | -           | -           | 27     | 13     | 5      | 9      | 48,15      | Suben., 1º    |
| 2003-2004        | Austria Vienna   | BL               | 26         | 14         | 7          | 5          | CA              | 1               | 1               | 0               | 0               | UCL+CU             | 2+2                | 0+0                | 1+0                | 1+2                | SA          | 1           | 1           | 0           | 0           | 32     | 16     | 8      | 8      | 50,00      | Dimiss.       |
| Totale carriera  | Totale carriera  | Totale carriera  | 176        | 82         | 43         | 51         |                 | 12              | 8               | 2               | 2               |                    | 19                 | 8                  | 3                  | 8                  |             | 3           | 2           | 0           | 1           | 210    | 100    | 48     | 62     | 47,62      |               |

#### Nazionale
Statistiche aggiornate al 29 giugno 2021.
| Squadra  | Naz                 | dal            | al             | Record | Record | Record | Record     | Record | Record | Record | Record |
| G        | V                   | N              | P              | GF     | GS     | DR     | % Vittorie |        |        |        |        |
| -------- | ------------------- | -------------- | -------------- | ------ | ------ | ------ | ---------- | ------ | ------ | ------ | ------ |
| Germania | Germania (bandiera) | 12 luglio 2006 | 31 luglio 2021 | 198    | 124    | 40     | 34         | 467    | 200    | +267   | 62,63  |

#### Nazionale nel dettaglio
| 2006             | Germania        | Qual. Europeo 2008       | 2º nel Gruppo D, qualificato    | 4   | 3   | 1  | 0  | 75,00   | 19  | 2   | +17  |
| 2007             | Germania        | Qual. Europeo 2008       | 2º nel Gruppo D, qualificato    | 8   | 5   | 2  | 1  | 62,50   | 16  | 5   | +11  |
| Giugno 2008      | Germania        | Europeo 2008             | 2º                              | 6   | 4   | 0  | 2  | 66,67   | 10  | 7   | +3   |
| 2008             | Germania        | Qual. Mondiale 2010      | 1º nel Gruppo 4, qualificato    | 4   | 3   | 1  | 0  | 75,00   | 12  | 4   | +8   |
| 2009             | Germania        | Qual. Mondiale 2010      | 1º nel Gruppo 4, qualificato    | 6   | 5   | 1  | 0  | 83,33   | 14  | 1   | +13  |
| Giu.- lug. 2010  | Germania        | Mondiale 2010            | 3º                              | 7   | 5   | 0  | 2  | 71,43   | 16  | 5   | +11  |
| 2010             | Germania        | Qual. Europeo 2012       | 1º nel Gruppo A, qualificato    | 4   | 4   | 0  | 0  | 100,00& | 13  | 1   | +12  |
| 2011             | Germania        | Qual. Europeo 2012       | 1º nel Gruppo A, qualificato    | 6   | 6   | 0  | 0  | 100,00& | 21  | 6   | +15  |
| Giu.- lug. 2012  | Germania        | Europeo 2012             | Semifinale                      | 5   | 4   | 0  | 1  | 80,00   | 10  | 6   | +4   |
| 2012             | Germania        | Qual. Mondiale 2014      | 1º nel Gruppo C, qualificato    | 4   | 3   | 1  | 0  | 75,00   | 15  | 6   | +9   |
| 2013             | Germania        | Qual. Mondiale 2014      | 1º nel Gruppo C, qualificato    | 6   | 6   | 0  | 0  | 100,00& | 21  | 4   | +17  |
| Giu.- lug. 2014  | Germania        | Mondiale 2014            | Vincitore                       | 7   | 6   | 1  | 0  | 85,71   | 18  | 4   | +14  |
| 2014             | Germania        | Qual. Europeo 2016       | 1º nel Gruppo D, qualificato    | 4   | 2   | 1  | 1  | 50,00   | 7   | 4   | +3   |
| 2015             | Germania        | Qual. Europeo 2016       | 1º nel Gruppo D, qualificato    | 6   | 5   | 0  | 1  | 83,33   | 17  | 5   | +12  |
| Giu.- lug. 2016  | Germania        | Europeo 2016             | Semifinale                      | 6   | 3   | 2  | 1  | 50,00   | 7   | 3   | +4   |
| 2016             | Germania        | Qual. Mondiale 2018      | 1º nel Gruppo C, qualificato    | 4   | 4   | 0  | 0  | 100,00& | 16  | 0   | +16  |
| 2017             | Germania        | Qual. Mondiale 2018      | 1º nel Gruppo C, qualificato    | 6   | 6   | 0  | 0  | 100,00& | 27  | 4   | +23  |
| Giu.- lug. 2017  | Germania        | Confederations Cup 2017  | Vincitore                       | 5   | 4   | 1  | 0  | 80,00   | 12  | 5   | +7   |
| 2018             | Germania        | Mondiale 2018            | Fase a Gironi (4º nel Gruppo F) | 3   | 1   | 0  | 2  | 33,33   | 2   | 4   | -2   |
| 2018             | Germania        | Nations League 2018-2019 | 3º nel Gruppo 1, retrocessione  | 4   | 0   | 2  | 2  | &0,00   | 3   | 7   | -4   |
| 2019             | Germania        | Qual. Euro 2020          | 1º nel Gruppo C, qualificato    | 8   | 7   | 0  | 1  | 87,50   | 30  | 7   | +23  |
| 2020             | Germania        | Nations League 2020-2021 | 2º nel Gruppo 3                 | 6   | 2   | 3  | 1  | 33,33   | 10  | 13  | -3   |
| 2021             | Germania        | Qual. Mondiale 2022      | nel Gruppo J                    | 3   | 2   | 0  | 1  | 66,67   | 5   | 2   | +3   |
| Giu.-lug. 2021   | Germania        | Europeo 2020             | Ottavi di finale                | 4   | 1   | 1  | 2  | 25,00   | 6   | 7   | -1   |
| Dal 2006 al 2021 | Germania        | Amichevoli               |                                 | 72  | 33  | 23 | 16 | 45,83   | 140 | 88  | +52  |
| Totale Germania  | Totale Germania | Totale Germania          | Totale Germania                 | 198 | 124 | 40 | 34 | 62,63   | 467 | 200 | +267 |

#### Panchine da commissario tecnico della nazionale tedesca
| Cronologia completa delle presenze e delle reti in nazionale ― Germania | Cronologia completa delle presenze e delle reti in nazionale ― Germania | Cronologia completa delle presenze e delle reti in nazionale ― Germania | Cronologia completa delle presenze e delle reti in nazionale ― Germania | Cronologia completa delle presenze e delle reti in nazionale ― Germania | Cronologia completa delle presenze e delle reti in nazionale ― Germania | Cronologia completa delle presenze e delle reti in nazionale ― Germania                                                           | Cronologia completa delle presenze e delle reti in nazionale ― Germania |
| Data                                                                    | Città                                                                   | In casa                                                                 | Risultato                                                               | Ospiti                                                                  | Competizione                                                            | Reti | Note                                                                    |
| ----------------------------------------------------------------------- | ----------------------------------------------------------------------- | ----------------------------------------------------------------------- | ----------------------------------------------------------------------- | ----------------------------------------------------------------------- | ----------------------------------------------------------------------- | --- | ----------------------------------------------------------------------- |
| 16-8-2006                                                               | Gelsenkirchen                                                           | Germania                                                                | 3 – 0                                                                   | Svezia                                                                  | Amichevole                                                              | Bernd Schneider 2 Miroslav Klose                                                                                                  | Cap: B. Schneider                                                       |
| 2-9-2006                                                                | Stoccarda                                                               | Germania                                                                | 1 – 0                                                                   | Irlanda                                                                 | Qual. Euro 2008                                                         | Lukas Podolski | Cap: M. Ballack                                                         |
| 6-9-2006                                                                | Serravalle                                                              | San Marino                                                              | 0 – 13                                                                  | Germania                                                                | Qual. Euro 2008                                                         | 4 Lukas Podolski 2 Bastian Schweinsteiger 2 Miroslav Klose Michael Ballack 2 Thomas Hitzlsperger Manuel Friedrich Bernd Schneider | Cap: M. Ballack                                                         |
| 7-10-2006                                                               | Rostock                                                                 | Germania                                                                | 2 – 0                                                                   | Georgia                                                                 | Amichevole                                                              | Bastian Schweinsteiger Michael Ballack                                                                                            | Cap: M. Ballack                                                         |
| 11-10-2006                                                              | Bratislava                                                              | Slovacchia                                                              | 1 – 4                                                                   | Germania                                                                | Qual. Euro 2008                                                         | 2 Lukas Podolski Michael Ballack Bastian Schweinsteiger                                                                           | Cap: M. Ballack                                                         |
| 15-11-2006                                                              | Nicosia                                                                 | Cipro                                                                   | 1 – 1                                                                   | Germania                                                                | Qual. Euro 2008                                                         | Michael Ballack | Cap: M. Ballack                                                         |
| 7-2-2007                                                                | Düsseldorf                                                              | Germania                                                                | 3 – 1                                                                   | Svizzera                                                                | Amichevole                                                              | Kevin Kurányi Mario Gómez Torsten Frings                                                                                          | Cap: M. Ballack                                                         |
| 24-3-2007                                                               | Praga                                                                   | Rep. Ceca                                                               | 1 – 2                                                                   | Germania                                                                | Qual. Euro 2008                                                         | 2 Kevin Kurányi | Cap: M. Ballack                                                         |
| 28-3-2007                                                               | Duisburg                                                                | Germania                                                                | 0 – 1                                                                   | Danimarca                                                               | Amichevole                                                              | - | Cap: K. Kurányi                                                         |
| 2-6-2007                                                                | Norimberga                                                              | Germania                                                                | 6 – 0                                                                   | San Marino                                                              | Qual. Euro 2008                                                         | Kevin Kurányi Marcell Jansen Torsten Frings 2 Mario Gómez Clemens Fritz                                                           | Cap: B. Schneider                                                       |
| 6-6-2007                                                                | Amburgo                                                                 | Germania                                                                | 2 – 1                                                                   | Slovacchia                                                              | Qual. Euro 2008                                                         | autorete Thomas Hitzlsperger | Cap: B. Schneider                                                       |
| 22-8-2007                                                               | Londra                                                                  | Inghilterra                                                             | 1 – 2                                                                   | Germania                                                                | Amichevole                                                              | Kevin Kurányi Christian Pander | Cap: B. Schneider                                                       |
| 8-9-2007                                                                | Cardiff                                                                 | Galles                                                                  | 0 – 2                                                                   | Germania                                                                | Qual. Euro 2008                                                         | 2 Miroslav Klose | Cap: M. Klose                                                           |
| 12-9-2007                                                               | Colonia                                                                 | Germania                                                                | 3 – 1                                                                   | Romania                                                                 | Amichevole                                                              | 2 Bernd Schneider David Odonkor Lukas Podolski                                                                                    | Cap: B. Schneider                                                       |
| 13-10-2007                                                              | Dublino                                                                 | Irlanda                                                                 | 0 – 0                                                                   | Germania                                                                | Qual. Euro 2008                                                         | - | Cap: T. Frings                                                          |
| 17-10-2007                                                              | Monaco di Baviera                                                       | Germania                                                                | 0 – 3                                                                   | Rep. Ceca                                                               | Qual. Euro 2008                                                         | - | Cap: T. Frings                                                          |
| 17-11-2007                                                              | Hannover                                                                | Germania                                                                | 4 – 0                                                                   | Cipro                                                                   | Qual. Euro 2008                                                         | Clemens Fritz Miroslav Klose Lukas Podolski Thomas Hitzlsperger                                                                   | Cap: M. Klose                                                           |
| 21-11-2007                                                              | Francoforte                                                             | Germania                                                                | 0 – 0                                                                   | Galles                                                                  | Qual. Euro 2008                                                         | - | Cap: M. Klose                                                           |
| 6-2-2008                                                                | Vienna                                                                  | Austria                                                                 | 0 – 3                                                                   | Germania                                                                | Amichevole                                                              | Thomas Hitzlsperger Miroslav Klose Mario Gómez                                                                                    | Cap: M. Ballack                                                         |
| 26-3-2008                                                               | Basilea                                                                 | Svizzera                                                                | 0 – 4                                                                   | Germania                                                                | Amichevole                                                              | Miroslav Klose 2 Mario Gómez Lukas Podolski                                                                                       | Cap: M. Ballack                                                         |
| 27-5-2008                                                               | Kaiserslautern                                                          | Germania                                                                | 2 – 2                                                                   | Bielorussia                                                             | Amichevole                                                              | Miroslav Klose autorete | Cap: M. Ballack                                                         |
| 31-5-2008                                                               | Gelsenkirchen                                                           | Germania                                                                | 2 – 1                                                                   | Serbia                                                                  | Amichevole                                                              | Oliver Neuville Michael Ballack                                                                                                   | Cap: M. Ballack                                                         |
| 8-6-2008                                                                | Klagenfurt                                                              | Germania                                                                | 2 – 0                                                                   | Polonia                                                                 | Euro 2008 - 1º turno                                                    | 2 Lukas Podolski | Cap: M. Ballack                                                         |
| 12-6-2008                                                               | Klagenfurt                                                              | Croazia                                                                 | 2 – 1                                                                   | Germania                                                                | Euro 2008 - 1º turno                                                    | Lukas Podolski | Cap: M. Ballack                                                         |
| 16-6-2008                                                               | Vienna                                                                  | Austria                                                                 | 0 – 1                                                                   | Germania                                                                | Euro 2008 - 1º turno                                                    | Michael Ballack | Cap: M. Ballack                                                         |
| 19-6-2008                                                               | Basilea                                                                 | Portogallo                                                              | 2 – 3                                                                   | Germania                                                                | Euro 2008 - Quarti di finale                                            | Bastian Schweinsteiger Miroslav Klose Michael Ballack                                                                             | Cap: M. Ballack                                                         |
| 25-6-2008                                                               | Basilea                                                                 | Germania                                                                | 3 – 2                                                                   | Turchia                                                                 | Euro 2008 - Semifinale                                                  | Bastian Schweinsteiger Miroslav Klose Philipp Lahm                                                                                | Cap: M. Ballack                                                         |
| 29-6-2008                                                               | Vienna                                                                  | Germania                                                                | 0 – 1                                                                   | Spagna                                                                  | Euro 2008 - Finale                                                      | - | Cap: M. Ballack                                                         |
| 20-8-2008                                                               | Norimberga                                                              | Germania                                                                | 2 – 0                                                                   | Belgio                                                                  | Amichevole                                                              | Bastian Schweinsteiger Marko Marin                                                                                                | Cap: M. Klose                                                           |
| 6-9-2008                                                                | Vaduz                                                                   | Liechtenstein                                                           | 0 – 6                                                                   | Germania                                                                | Qual. Mondiali 2010                                                     | 2 Lukas Podolski Simon Rolfes Bastian Schweinsteiger Thomas Hitzlsperger Heiko Westermann                                         | Cap: M. Klose                                                           |
| 10-9-2008                                                               | Helsinki                                                                | Finlandia                                                               | 3 – 3                                                                   | Germania                                                                | Qual. Mondiali 2010                                                     | 3 Miroslav Klose | Cap: M. Klose                                                           |
| 11-10-2008                                                              | Dortmund                                                                | Germania                                                                | 2 – 1                                                                   | Russia                                                                  | Qual. Mondiali 2010                                                     | Lukas Podolski Michael Ballack | Cap: M. Ballack                                                         |
| 15-10-2008                                                              | Mönchengladbach                                                         | Germania                                                                | 1 – 0                                                                   | Galles                                                                  | Qual. Mondiali 2010                                                     | Piotr Trochowski | Cap: M. Ballack                                                         |
| 19-11-2008                                                              | Berlino                                                                 | Germania                                                                | 1 – 2                                                                   | Inghilterra                                                             | Amichevole                                                              | Patrick Helmes | Cap: M. Klose                                                           |
| 11-2-2009                                                               | Düsseldorf                                                              | Germania                                                                | 0 – 1                                                                   | Norvegia                                                                | Amichevole                                                              | - | Cap: M. Ballack                                                         |
| 28-3-2009                                                               | Lipsia                                                                  | Germania                                                                | 4 – 0                                                                   | Liechtenstein                                                           | Qual. Mondiali 2010                                                     | Michael Ballack Marcell Jansen Bastian Schweinsteiger Lukas Podolski                                                              | Cap: M. Ballack                                                         |
| 1-4-2009                                                                | Cardiff                                                                 | Galles                                                                  | 0 – 2                                                                   | Germania                                                                | Qual. Mondiali 2010                                                     | Michael Ballack autorete | Cap: M. Ballack                                                         |
| 29-5-2009                                                               | Shanghai                                                                | Cina                                                                    | 1 – 1                                                                   | Germania                                                                | Amichevole                                                              | Lukas Podolski | Cap: P. Lahm                                                            |
| 2-6-2009                                                                | Dubai                                                                   | Emirati Arabi Uniti                                                     | 2 – 7                                                                   | Germania                                                                | Amichevole                                                              | Heiko Westermann 4 Mario Gómez Piotr Trochowski autorete                                                                          | Cap: B. Schweinsteiger                                                  |
| 12-8-2009                                                               | Baku                                                                    | Azerbaigian                                                             | 0 – 2                                                                   | Germania                                                                | Qual. Mondiali 2010                                                     | Bastian Schweinsteiger Miroslav Klose                                                                                             | Cap: M. Ballack                                                         |
| 5-9-2009                                                                | Leverkusen                                                              | Germania                                                                | 2 – 0                                                                   | Sudafrica                                                               | Amichevole                                                              | Mario Gómez Mesut Özil | Cap: M. Ballack                                                         |
| 9-9-2009                                                                | Hannover                                                                | Germania                                                                | 4 – 0                                                                   | Azerbaigian                                                             | Qual. Mondiali 2010                                                     | Michael Ballack 2 Miroslav Klose Lukas Podolski                                                                                   | Cap: M. Ballack                                                         |
| 10-10-2009                                                              | Mosca                                                                   | Russia                                                                  | 0 – 1                                                                   | Germania                                                                | Qual. Mondiali 2010                                                     | Miroslav Klose | Cap: M. Ballack                                                         |
| 14-10-2009                                                              | Amburgo                                                                 | Germania                                                                | 1 – 1                                                                   | Finlandia                                                               | Qual. Mondiali 2010                                                     | Lukas Podolski | Cap: M. Ballack                                                         |
| 18-11-2009                                                              | Gelsenkirchen                                                           | Germania                                                                | 2 – 2                                                                   | Costa d'Avorio                                                          | Amichevole                                                              | 2 Lukas Podolski | Cap: P. Lahm                                                            |
| 3-3-2010                                                                | Monaco di Baviera                                                       | Germania                                                                | 0 – 1                                                                   | Argentina                                                               | Amichevole                                                              | - | Cap: M. Ballack                                                         |
| 13-5-2010                                                               | Aquisgrana                                                              | Germania                                                                | 3 – 0                                                                   | Malta                                                                   | Amichevole                                                              | 2 Cacau autorete | Cap: A. Friedrich                                                       |
| 29-5-2010                                                               | Budapest                                                                | Ungheria                                                                | 0 – 3                                                                   | Germania                                                                | Amichevole                                                              | Lukas Podolski Mario Gómez Cacau                                                                                                  | Cap: M. Klose                                                           |
| 3-6-2010                                                                | Francoforte                                                             | Germania                                                                | 3 – 1                                                                   | Bosnia ed Erzegovina                                                    | Amichevole                                                              | Philipp Lahm 2 Bastian Schweinsteiger                                                                                             | Cap: P. Lahm                                                            |
| 13-6-2010                                                               | Durban                                                                  | Germania                                                                | 4 – 0                                                                   | Australia                                                               | Mondiali 2010 - 1º turno                                                | Lukas Podolski Miroslav Klose Thomas Müller Cacau                                                                                 | Cap: P. Lahm                                                            |
| 18-6-2010                                                               | Port Elizabeth                                                          | Germania                                                                | 0 – 1                                                                   | Serbia                                                                  | Mondiali 2010 - 1º turno                                                | - | Cap: P. Lahm                                                            |
| 23-6-2010                                                               | Johannesburg                                                            | Ghana                                                                   | 0 – 1                                                                   | Germania                                                                | Mondiali 2010 - 1º turno                                                | Mesut Özil | Cap: P. Lahm                                                            |
| 27-6-2010                                                               | Bloemfontein                                                            | Germania                                                                | 4 – 1                                                                   | Inghilterra                                                             | Mondiali 2010 - Ottavi di finale                                        | Miroslav Klose Lukas Podolski 2 Thomas Müller                                                                                     | Cap: P. Lahm                                                            |
| 3-7-2010                                                                | Città del Capo                                                          | Argentina                                                               | 0 – 4                                                                   | Germania                                                                | Mondiali 2010 - Quarti di finale                                        | Thomas Müller 2 Miroslav Klose Arne Friedrich                                                                                     | Cap: P. Lahm                                                            |
| 7-7-2010                                                                | Durban                                                                  | Germania                                                                | 0 – 1                                                                   | Spagna                                                                  | Mondiali 2010 - Semifinale                                              | - | Cap: P. Lahm                                                            |
| 10-7-2010                                                               | Port Elizabeth                                                          | Uruguay                                                                 | 2 – 3                                                                   | Germania                                                                | Mondiali 2010 - Finale 3º-4º posto                                      | Thomas Müller Marcell Jansen Sami Khedira                                                                                         | Cap: B. Schweinsteiger 3º posto                                         |
| 11-8-2010                                                               | Copenaghen                                                              | Danimarca                                                               | 2 – 2                                                                   | Germania                                                                | Amichevole                                                              | Mario Gómez Patrick Helmes | Cap: T. Hitzlsperger                                                    |
| 3-9-2010                                                                | Bruxelles                                                               | Belgio                                                                  | 0 – 1                                                                   | Germania                                                                | Qual. Euro 2012                                                         | Miroslav Klose | Cap: P. Lahm                                                            |
| 7-9-2010                                                                | Colonia                                                                 | Germania                                                                | 6 – 1                                                                   | Azerbaigian                                                             | Qual. Euro 2012                                                         | Heiko Westermann Lukas Podolski 2 Miroslav Klose autorete Holger Badstuber                                                        | Cap: P. Lahm                                                            |
| 8-10-2010                                                               | Berlino                                                                 | Germania                                                                | 3 – 0                                                                   | Turchia                                                                 | Qual. Euro 2012                                                         | 2 Miroslav Klose Mesut Özil | Cap: P. Lahm                                                            |
| 12-10-2010                                                              | Astana                                                                  | Kazakistan                                                              | 0 – 3                                                                   | Germania                                                                | Qual. Euro 2012                                                         | Miroslav Klose Mario Gómez Lukas Podolski                                                                                         | Cap: P. Lahm                                                            |
| 17-11-2010                                                              | Göteborg                                                                | Svezia                                                                  | 0 – 0                                                                   | Germania                                                                | Amichevole                                                              | - | Cap: B. Schweinsteiger                                                  |
| 9-2-2011                                                                | Dortmund                                                                | Germania                                                                | 1 – 1                                                                   | Italia                                                                  | Amichevole                                                              | Miroslav Klose | Cap: P. Lahm                                                            |
| 26-3-2011                                                               | Kaiserslautern                                                          | Germania                                                                | 4 – 0                                                                   | Kazakistan                                                              | Qual. Euro 2012                                                         | 2 Miroslav Klose 2 Thomas Müller                                                                                                  | Cap: P. Lahm                                                            |
| 29-3-2011                                                               | Mönchengladbach                                                         | Germania                                                                | 1 – 2                                                                   | Australia                                                               | Amichevole                                                              | Mario Gómez | Cap: B. Schweinsteiger                                                  |
| 29-5-2011                                                               | Sinsheim                                                                | Germania                                                                | 2 – 1                                                                   | Uruguay                                                                 | Amichevole                                                              | Mario Gómez André Schürrle | Cap: P. Lahm                                                            |
| 3-6-2011                                                                | Vienna                                                                  | Austria                                                                 | 1 – 2                                                                   | Germania                                                                | Qual. Euro 2012                                                         | 2 Mario Gómez | Cap: P. Lahm                                                            |
| 7-6-2011                                                                | Baku                                                                    | Azerbaigian                                                             | 1 – 3                                                                   | Germania                                                                | Qual. Euro 2012                                                         | Mesut Özil Mario Gómez André Schürrle                                                                                             | Cap: P. Lahm                                                            |
| 10-8-2011                                                               | Stoccarda                                                               | Germania                                                                | 3 – 2                                                                   | Brasile                                                                 | Amichevole                                                              | Bastian Schweinsteiger Mario Götze André Schürrle                                                                                 | Cap: P. Lahm                                                            |
| 2-9-2011                                                                | Gelsenkirchen                                                           | Germania                                                                | 6 – 2                                                                   | Austria                                                                 | Qual. Euro 2012                                                         | Miroslav Klose 2 Mesut Özil Lukas Podolski André Schürrle Mario Götze                                                             | Cap: P. Lahm                                                            |
| 6-9-2011                                                                | Danzica                                                                 | Polonia                                                                 | 2 – 2                                                                   | Germania                                                                | Amichevole                                                              | Toni Kroos Cacau | Cap: P. Lahm                                                            |
| 7-10-2011                                                               | Istanbul                                                                | Turchia                                                                 | 1 – 3                                                                   | Germania                                                                | Qual. Euro 2012                                                         | Mario Gómez Thomas Müller Bastian Schweinsteiger                                                                                  | Cap: P. Lahm                                                            |
| 11-10-2011                                                              | Düsseldorf                                                              | Germania                                                                | 3 – 1                                                                   | Belgio                                                                  | Qual. Euro 2012                                                         | Mesut Özil André Schürrle Mario Gómez                                                                                             | Cap: P. Lahm                                                            |
| 11-11-2011                                                              | Kiev                                                                    | Ucraina                                                                 | 3 – 3                                                                   | Germania                                                                | Amichevole                                                              | Toni Kroos Simon Rolfes Thomas Müller                                                                                             | Cap: M. Gómez                                                           |
| 15-11-2011                                                              | Amburgo                                                                 | Germania                                                                | 3 – 0                                                                   | Paesi Bassi                                                             | Amichevole                                                              | Thomas Müller Miroslav Klose Mesut Özil                                                                                           | Cap: M. Klose                                                           |
| 29-2-2012                                                               | Brema                                                                   | Germania                                                                | 1 – 2                                                                   | Francia                                                                 | Amichevole                                                              | Cacau | Cap: M. Klose                                                           |
| 26-5-2012                                                               | Basilea                                                                 | Svizzera                                                                | 5 – 3                                                                   | Germania                                                                | Amichevole                                                              | Mats Hummels André Schürrle Marco Reus                                                                                            | Cap: M. Klose                                                           |
| 31-5-2012                                                               | Lipsia                                                                  | Germania                                                                | 2 – 0                                                                   | Israele                                                                 | Amichevole                                                              | Mario Gómez André Schürrle | Cap: P. Lahm                                                            |
| 9-6-2012                                                                | Leopoli                                                                 | Germania                                                                | 1 – 0                                                                   | Portogallo                                                              | Euro 2012 - 1º turno                                                    | Mario Gómez | Cap: P. Lahm                                                            |
| 13-6-2012                                                               | Charkiv                                                                 | Paesi Bassi                                                             | 1 – 2                                                                   | Germania                                                                | Euro 2012 - 1º turno                                                    | 2 Mario Gómez | Cap: P. Lahm                                                            |
| 17-6-2012                                                               | Leopoli                                                                 | Danimarca                                                               | 1 – 2                                                                   | Germania                                                                | Euro 2012 - 1º turno                                                    | Lukas Podolski Lars Bender | Cap: P. Lahm                                                            |
| 22-6-2012                                                               | Danzica                                                                 | Germania                                                                | 4 – 2                                                                   | Grecia                                                                  | Euro 2012 - Quarti di finale                                            | Philipp Lahm Sami Khedira Marco Reus Miroslav Klose                                                                               | Cap: P. Lahm                                                            |
| 28-6-2012                                                               | Varsavia                                                                | Germania                                                                | 1 – 2                                                                   | Italia                                                                  | Euro 2012 - Semifinale                                                  | Mesut Özil | Cap: P. Lahm                                                            |
| 15-8-2012                                                               | Francoforte                                                             | Germania                                                                | 1 – 3                                                                   | Argentina                                                               | Amichevole                                                              | Benedikt Höwedes | Cap: M. Klose                                                           |
| 7-9-2012                                                                | Hannover                                                                | Germania                                                                | 3 – 0                                                                   | Fær Øer                                                                 | Qual. Mondiali 2014                                                     | Mario Götze 2 Mesut Özil | Cap: P. Lahm                                                            |
| 11-9-2012                                                               | Vienna                                                                  | Austria                                                                 | 1 – 2                                                                   | Germania                                                                | Qual. Mondiali 2014                                                     | Marco Reus Mesut Özil | Cap: P. Lahm                                                            |
| 12-10-2012                                                              | Dublino                                                                 | Irlanda                                                                 | 1 – 6                                                                   | Germania                                                                | Qual. Mondiali 2014                                                     | 2 Marco Reus Mesut Özil Miroslav Klose 2 Toni Kroos                                                                               | Cap: B. Schweinsteiger                                                  |
| 16-10-2012                                                              | Berlino                                                                 | Germania                                                                | 4 – 4                                                                   | Svezia                                                                  | Qual. Mondiali 2014                                                     | 2 Miroslav Klose Per Mertesacker Mesut Özil                                                                                       | Cap: P. Lahm                                                            |
| 14-11-2012                                                              | Amsterdam                                                               | Paesi Bassi                                                             | 0 – 0                                                                   | Germania                                                                | Amichevole                                                              | - | Cap: P. Lahm                                                            |
| 6-2-2013                                                                | Saint-Denis                                                             | Francia                                                                 | 1 – 2                                                                   | Germania                                                                | Amichevole                                                              | Thomas Müller Sami Khedira | Cap: P. Lahm                                                            |
| 22-3-2013                                                               | Astana                                                                  | Kazakistan                                                              | 0 – 3                                                                   | Germania                                                                | Qual. Mondiali 2014                                                     | 2 Thomas Müller Mario Götze | Cap: P. Lahm                                                            |
| 26-3-2013                                                               | Norimberga                                                              | Germania                                                                | 4 – 1                                                                   | Kazakistan                                                              | Qual. Mondiali 2014                                                     | 2 Marco Reus Mario Götze İlkay Gündoğan                                                                                           | Cap: P. Lahm                                                            |
| 29-5-2013                                                               | Boca Raton                                                              | Ecuador                                                                 | 2 – 4                                                                   | Germania                                                                | Amichevole                                                              | 2 Lukas Podolski 2 Lars Bender | Cap: P. Mertesacker                                                     |
| 2-6-2013                                                                | Washington                                                              | Stati Uniti                                                             | 4 – 3                                                                   | Germania                                                                | Amichevole                                                              | Heiko Westermann Max Kruse Julian Draxler                                                                                         | Cap: M. Klose                                                           |
| 14-8-2013                                                               | Kaiserslautern                                                          | Germania                                                                | 3 – 3                                                                   | Paraguay                                                                | Amichevole                                                              | İlkay Gündoğan Thomas Müller Lars Bender                                                                                          | Cap: P. Lahm                                                            |
| 6-9-2013                                                                | Monaco di Baviera                                                       | Germania                                                                | 3 – 0                                                                   | Austria                                                                 | Qual. Mondiali 2014                                                     | Miroslav Klose Toni Kroos Thomas Müller                                                                                           | Cap: P. Lahm                                                            |
| 10-9-2013                                                               | Tórshavn                                                                | Fær Øer                                                                 | 0 – 3                                                                   | Germania                                                                | Qual. Mondiali 2014                                                     | Per Mertesacker Mesut Özil Thomas Müller                                                                                          | Cap: P. Lahm                                                            |
| 11-10-2013                                                              | Colonia                                                                 | Germania                                                                | 3 – 0                                                                   | Irlanda                                                                 | Qual. Mondiali 2014                                                     | Sami Khedira André Schürrle Mesut Özil                                                                                            | Cap: P. Lahm                                                            |
| 15-10-2013                                                              | Solna                                                                   | Svezia                                                                  | 3 – 5                                                                   | Germania                                                                | Qual. Mondiali 2014                                                     | Mesut Özil Mario Götze 3 André Schürrle                                                                                           | Cap: P. Lahm                                                            |
| 15-11-2013                                                              | Milano                                                                  | Italia                                                                  | 1 – 1                                                                   | Germania                                                                | Amichevole                                                              | Mats Hummels | Cap: P. Lahm                                                            |
| 19-11-2013                                                              | Londra                                                                  | Inghilterra                                                             | 0 – 1                                                                   | Germania                                                                | Amichevole                                                              | Per Mertesacker | Cap: P. Mertesacker                                                     |
| 5-3-2014                                                                | Stoccarda                                                               | Germania                                                                | 1 – 0                                                                   | Cile                                                                    | Amichevole                                                              | Mario Götze | Cap: P. Lahm                                                            |
| 13-5-2014                                                               | Amburgo                                                                 | Germania                                                                | 0 – 0                                                                   | Polonia                                                                 | Amichevole                                                              | - | Cap: J. Draxler                                                         |
| 1-6-2014                                                                | Mönchengladbach                                                         | Germania                                                                | 2 – 2                                                                   | Camerun                                                                 | Amichevole                                                              | Thomas Müller André Schürrle | Cap: P. Mertesacker                                                     |
| 6-6-2014                                                                | Magonza                                                                 | Germania                                                                | 6 – 1                                                                   | Armenia                                                                 | Amichevole                                                              | André Schürrle Lukas Podolski Miroslav Klose 2 Mario Götze Benedikt Höwedes                                                       | Cap: P. Lahm                                                            |
| 16-6-2014                                                               | Salvador                                                                | Germania                                                                | 4 – 0                                                                   | Portogallo                                                              | Mondiali 2014 - 1º turno                                                | 3 Thomas Müller Mats Hummels | Cap: P. Lahm                                                            |
| 21-6-2014                                                               | Fortaleza                                                               | Germania                                                                | 2 – 2                                                                   | Ghana                                                                   | Mondiali 2014 - 1º turno                                                | Mario Götze Miroslav Klose | Cap: P. Lahm                                                            |
| 26-6-2014                                                               | Recife                                                                  | Stati Uniti                                                             | 0 – 1                                                                   | Germania                                                                | Mondiali 2014 - 1º turno                                                | Thomas Müller | Cap: P. Lahm                                                            |
| 30-6-2014                                                               | Porto Alegre                                                            | Germania                                                                | 2 – 1 dts                                                               | Algeria                                                                 | Mondiali 2014 - Ottavi di finale                                        | André Schürrle Mesut Özil | Cap: P. Lahm                                                            |
| 4-7-2014                                                                | Rio de Janeiro                                                          | Francia                                                                 | 0 – 1                                                                   | Germania                                                                | Mondiali 2014 - Quarti di finale                                        | Mats Hummels | Cap: P. Lahm                                                            |
| 8-7-2014                                                                | Belo Horizonte                                                          | Brasile                                                                 | 1 – 7                                                                   | Germania                                                                | Mondiali 2014 - Semifinale                                              | Thomas Müller Miroslav Klose 2 Toni Kroos Sami Khedira 2 André Schürrle                                                           | Cap: P. Lahm                                                            |
| 13-7-2014                                                               | Rio de Janeiro                                                          | Germania                                                                | 1 – 0 dts                                                               | Argentina                                                               | Mondiali 2014 - Finale                                                  | Mario Götze | Cap: P. Lahm 4º titolo mondiale                                         |
| 3-9-2014                                                                | Düsseldorf                                                              | Germania                                                                | 2 – 4                                                                   | Argentina                                                               | Amichevole                                                              | André Schürrle autorete | Cap: M. Neuer                                                           |
| 7-9-2014                                                                | Dortmund                                                                | Germania                                                                | 2 – 1                                                                   | Scozia                                                                  | Qual. Euro 2016                                                         | 2 Thomas Müller | Cap: M. Neuer                                                           |
| 11-10-2014                                                              | Varsavia                                                                | Polonia                                                                 | 2 – 0                                                                   | Germania                                                                | Qual. Euro 2016                                                         | - | Cap: M. Neuer                                                           |
| 14-10-2014                                                              | Gelsenkirchen                                                           | Germania                                                                | 1 – 1                                                                   | Irlanda                                                                 | Qual. Euro 2016                                                         | Toni Kroos | Cap: M. Neuer                                                           |
| 14-11-2014                                                              | Norimberga                                                              | Germania                                                                | 4 – 0                                                                   | Gibilterra                                                              | Qual. Euro 2016                                                         | 2 Thomas Müller Mario Götze autorete                                                                                              | Cap: M. Neuer                                                           |
| 18-11-2014                                                              | Vigo                                                                    | Spagna                                                                  | 0 – 1                                                                   | Germania                                                                | Amichevole                                                              | Toni Kroos | Cap: S. Khedira                                                         |
| 25-3-2015                                                               | Kaiserslautern                                                          | Germania                                                                | 2 – 2                                                                   | Australia                                                               | Amichevole                                                              | Marco Reus Lukas Podolski | Cap: S. Khedira                                                         |
| 29-3-2015                                                               | Tbilisi                                                                 | Georgia                                                                 | 0 – 2                                                                   | Germania                                                                | Qual. Euro 2016                                                         | Marco Reus Thomas Müller | Cap: B. Schweinsteiger                                                  |
| 10-6-2015                                                               | Colonia                                                                 | Germania                                                                | 1 – 2                                                                   | Stati Uniti                                                             | Amichevole                                                              | Mario Götze | Cap: B. Schweinsteiger                                                  |
| 13-6-2015                                                               | Faro                                                                    | Gibilterra                                                              | 0 – 7                                                                   | Germania                                                                | Qual. Euro 2016                                                         | 3 André Schürrle 2 Max Kruse İlkay Gündoğan Karim Bellarabi                                                                       | Cap: B. Schweinsteiger                                                  |
| 4-9-2015                                                                | Francoforte                                                             | Germania                                                                | 3 – 1                                                                   | Polonia                                                                 | Qual. Euro 2016                                                         | Thomas Müller 2 Mario Götze | Cap: B. Schweinsteiger                                                  |
| 7-9-2015                                                                | Glasgow                                                                 | Scozia                                                                  | 2 – 3                                                                   | Germania                                                                | Qual. Euro 2016                                                         | 2 Thomas Müller İlkay Gündoğan | Cap: B. Schweinsteiger                                                  |
| 8-10-2015                                                               | Dublino                                                                 | Irlanda                                                                 | 1 – 0                                                                   | Germania                                                                | Qual. Euro 2016                                                         | - | Cap: M. Neuer                                                           |
| 11-10-2015                                                              | Lipsia                                                                  | Germania                                                                | 2 – 1                                                                   | Georgia                                                                 | Qual. Euro 2016                                                         | Thomas Müller Max Kruse | Cap: M. Neuer                                                           |
| 13-11-2015                                                              | Saint-Denis                                                             | Francia                                                                 | 2 – 0                                                                   | Germania                                                                | Amichevole                                                              | - | Cap: M. Neuer                                                           |
| 26-3-2016                                                               | Berlino                                                                 | Germania                                                                | 2 – 3                                                                   | Inghilterra                                                             | Amichevole                                                              | Toni Kroos Mario Gómez | Cap: S. Khedira                                                         |
| 29-3-2016                                                               | Monaco di Baviera                                                       | Germania                                                                | 4 – 1                                                                   | Italia                                                                  | Amichevole                                                              | Toni Kroos Mario Götze Jonas Hector Mesut Özil                                                                                    | Cap: T. Müller                                                          |
| 29-5-2016                                                               | Augusta                                                                 | Germania                                                                | 1 – 3                                                                   | Slovacchia                                                              | Amichevole                                                              | Mario Gómez | Cap: S. Khedira                                                         |
| 4-6-2016                                                                | Gelsenkirchen                                                           | Germania                                                                | 2 – 0                                                                   | Ungheria                                                                | Amichevole                                                              | autorete Thomas Müller | Cap: M. Neuer                                                           |
| 12-6-2016                                                               | Villeneuve-d'Ascq                                                       | Germania                                                                | 2 – 0                                                                   | Ucraina                                                                 | Euro 2016 - 1º turno                                                    | Shkodran Mustafi Bastian Schweinsteiger                                                                                           | Cap: M. Neuer                                                           |
| 16-6-2016                                                               | Saint-Denis                                                             | Germania                                                                | 0 – 0                                                                   | Polonia                                                                 | Euro 2016 - 1º turno                                                    | - | Cap: M. Neuer                                                           |
| 21-6-2016                                                               | Parigi                                                                  | Irlanda del Nord                                                        | 0 – 1                                                                   | Germania                                                                | Euro 2016 - 1º turno                                                    | Mario Gómez | Cap: M. Neuer                                                           |
| 26-6-2016                                                               | Villeneuve-d'Ascq                                                       | Germania                                                                | 3 – 0                                                                   | Slovacchia                                                              | Euro 2016 - Ottavi di finale                                            | Jérôme Boateng Mario Gómez Julian Draxler                                                                                         | Cap: M. Neuer                                                           |
| 2-7-2016                                                                | Bordeaux                                                                | Germania                                                                | 1 – 1 dts (6 – 5 dtr)                                                   | Italia                                                                  | Euro 2016 - Quarti di finale                                            | Mesut Özil | Cap: M. Neuer                                                           |
| 7-7-2016                                                                | Marsiglia                                                               | Germania                                                                | 0 – 2                                                                   | Francia                                                                 | Euro 2016 - Semifinali                                                  | - | Cap: B. Schweinsteiger                                                  |
| 31-8-2016                                                               | Mönchengladbach                                                         | Germania                                                                | 2 – 0                                                                   | Finlandia                                                               | Amichevole                                                              | Max Meyer Mesut Özil | Cap: B. Schweinsteiger                                                  |
| 4-9-2016                                                                | Oslo                                                                    | Norvegia                                                                | 0 – 3                                                                   | Germania                                                                | Qual. Mondiali 2018                                                     | 2 Thomas Müller Joshua Kimmich | Cap: M. Neuer                                                           |
| 8-10-2016                                                               | Amburgo                                                                 | Germania                                                                | 3 – 0                                                                   | Rep. Ceca                                                               | Qual. Mondiali 2018                                                     | 2 Thomas Müller Toni Kroos | Cap: M. Neuer                                                           |
| 11-10-2016                                                              | Hannover                                                                | Germania                                                                | 2 – 0                                                                   | Irlanda del Nord                                                        | Qual. Mondiali 2018                                                     | Julian Draxler Sami Khedira | Cap: M. Neuer                                                           |
| 11-11-2016                                                              | Serravalle                                                              | San Marino                                                              | 0 – 8                                                                   | Germania                                                                | Qual. Mondiali 2018                                                     | Sami Khedira 3 Serge Gnabry 2 Jonas Hector autorete Kevin Volland                                                                 | Cap: S. Khedira                                                         |
| 15-11-2016                                                              | Milano                                                                  | Italia                                                                  | 0 – 0                                                                   | Germania                                                                | Amichevole                                                              | - | Cap: T. Müller                                                          |
| 22-3-2017                                                               | Dortmund                                                                | Germania                                                                | 1 – 0                                                                   | Inghilterra                                                             | Amichevole                                                              | Lukas Podolski | Cap: L. Podolski                                                        |
| 26-3-2017                                                               | Baku                                                                    | Azerbaigian                                                             | 1 – 4                                                                   | Germania                                                                | Qual. Mondiali 2018                                                     | 2 André Schürrle Thomas Müller Mario Gómez                                                                                        | Cap: S. Khedira                                                         |
| 6-6-2017                                                                | Brøndby                                                                 | Danimarca                                                               | 1 – 1                                                                   | Germania                                                                | Amichevole                                                              | Joshua Kimmich | Cap: J. Draxler                                                         |
| 10-6-2017                                                               | Norimberga                                                              | Germania                                                                | 7 – 0                                                                   | San Marino                                                              | Qual. Mondiali 2018                                                     | Julian Draxler 3 Sandro Wagner Amin Younes Shkodran Mustafi Julian Brandt                                                         | Cap: J. Draxler                                                         |
| 19-6-2017                                                               | Soči                                                                    | Australia                                                               | 2 – 3                                                                   | Germania                                                                | Conf. Cup 2017 - 1º turno                                               | Lars Stindl Julian Draxler Leon Goretzka                                                                                          | Cap: J. Draxler                                                         |
| 22-6-2017                                                               | Kazan'                                                                  | Germania                                                                | 1 – 1                                                                   | Cile                                                                    | Conf. Cup 2017 - 1º turno                                               | Lars Stindl | Cap: J. Draxler                                                         |
| 25-6-2017                                                               | Soči                                                                    | Germania                                                                | 3 – 1                                                                   | Camerun                                                                 | Conf. Cup 2017 - 1º turno                                               | Kerem Demirbay 2 Timo Werner | Cap: J. Draxler                                                         |
| 29-6-2017                                                               | Soči                                                                    | Germania                                                                | 4 – 1                                                                   | Messico                                                                 | Conf. Cup 2017 - Semifinale                                             | 2 Leon Goretzka Timo Werner Amin Younes                                                                                           | Cap: J. Draxler                                                         |
| 2-7-2017                                                                | San Pietroburgo                                                         | Cile                                                                    | 0 – 1                                                                   | Germania                                                                | Conf. Cup 2017 - Finale                                                 | Lars Stindl | Cap: J. Draxler 1º titolo                                               |
| 1-9-2017                                                                | Praga                                                                   | Rep. Ceca                                                               | 1 – 2                                                                   | Germania                                                                | Qual. Mondiali 2018                                                     | Timo Werner Mats Hummels | Cap: T. Müller                                                          |
| 4-9-2017                                                                | Stoccarda                                                               | Germania                                                                | 6 – 0                                                                   | Norvegia                                                                | Qual. Mondiali 2018                                                     | Mesut Özil Julian Draxler 2 Timo Werner Leon Goretzka Mario Gómez                                                                 | Cap: T. Müller                                                          |
| 5-10-2017                                                               | Belfast                                                                 | Irlanda del Nord                                                        | 1 – 3                                                                   | Germania                                                                | Qual. Mondiali 2018                                                     | Sebastian Rudy Sandro Wagner Joshua Kimmich                                                                                       | Cap: T. Müller                                                          |
| 8-10-2017                                                               | Kaiserslautern                                                          | Germania                                                                | 5 – 1                                                                   | Azerbaigian                                                             | Qual. Mondiali 2018                                                     | 2 Leon Goretzka Sandro Wagner Antonio Rüdiger Emre Can                                                                            | Cap: T. Müller                                                          |
| 10-11-2017                                                              | Londra                                                                  | Inghilterra                                                             | 0 – 0                                                                   | Germania                                                                | Amichevole                                                              | - | Cap: M. Hummels                                                         |
| 14-11-2017                                                              | Colonia                                                                 | Germania                                                                | 2 – 2                                                                   | Francia                                                                 | Amichevole                                                              | Timo Werner Lars Stindl | Cap: S. Khedira                                                         |
| 23-3-2018                                                               | Düsseldorf                                                              | Germania                                                                | 1 – 1                                                                   | Spagna                                                                  | Amichevole                                                              | Thomas Müller | Cap: S. Khedira                                                         |
| 27-3-2018                                                               | Berlino                                                                 | Germania                                                                | 0 – 1                                                                   | Brasile                                                                 | Amichevole                                                              | - | Cap: J. Boateng                                                         |
| 2-6-2018                                                                | Klagenfurt                                                              | Austria                                                                 | 2 – 1                                                                   | Germania                                                                | Amichevole                                                              | Mesut Özil | Cap: M. Neuer                                                           |
| 8-6-2018                                                                | Leverkusen                                                              | Germania                                                                | 2 – 1                                                                   | Arabia Saudita                                                          | Amichevole                                                              | Timo Werner autorete | Cap: M. Neuer                                                           |
| 17-6-2018                                                               | Mosca                                                                   | Germania                                                                | 0 – 1                                                                   | Messico                                                                 | Mondiali 2018 - 1º turno                                                | - | Cap: M. Neuer                                                           |
| 23-6-2018                                                               | Soči                                                                    | Germania                                                                | 2 – 1                                                                   | Svezia                                                                  | Mondiali 2018 - 1º turno                                                | Marco Reus Toni Kroos | Cap: M. Neuer                                                           |
| 27-6-2018                                                               | Kazan'                                                                  | Corea del Sud                                                           | 2 – 0                                                                   | Germania                                                                | Mondiali 2018 - 1º turno                                                | - | Cap: M. Neuer                                                           |
| 6-9-2018                                                                | Monaco di Baviera                                                       | Germania                                                                | 0 – 0                                                                   | Francia                                                                 | Nations League 2018-2019 - 1º turno                                     | - | Cap: M. Neuer                                                           |
| 9-9-2018                                                                | Sinsheim                                                                | Germania                                                                | 2 – 1                                                                   | Perù                                                                    | Amichevole                                                              | Julian Brandt Nico Schulz | Cap: T. Kroos                                                           |
| 13-10-2018                                                              | Amsterdam                                                               | Paesi Bassi                                                             | 3 – 0                                                                   | Germania                                                                | Nations League 2018-2019 - 1º turno                                     | - | Cap: M. Neuer                                                           |
| 16-10-2018                                                              | Saint-Denis                                                             | Francia                                                                 | 2 – 1                                                                   | Germania                                                                | Nations League 2018-2019 - 1º turno                                     | Toni Kroos | Cap: M. Neuer                                                           |
| 15-11-2018                                                              | Lipsia                                                                  | Germania                                                                | 3 – 0                                                                   | Russia                                                                  | Amichevole                                                              | Leroy Sané Niklas Süle Serge Gnabry                                                                                               | Cap: M. Neuer                                                           |
| 19-11-2018                                                              | Gelsenkirchen                                                           | Germania                                                                | 2 – 2                                                                   | Paesi Bassi                                                             | Nations League 2018-2019 - 1º turno                                     | Timo Werner Leroy Sané | Cap: M. Neuer                                                           |
| 20-3-2019                                                               | Wolfsburg                                                               | Germania                                                                | 1 – 1                                                                   | Serbia                                                                  | Amichevole                                                              | Leon Goretzka | Cap: M. Neuer                                                           |
| 24-3-2019                                                               | Amsterdam                                                               | Paesi Bassi                                                             | 2 – 3                                                                   | Germania                                                                | Qual. Euro 2020                                                         | Leroy Sané Serge Gnabry Nico Schulz                                                                                               | Cap: M. Neuer                                                           |
| 8-6-2019                                                                | Barysaŭ                                                                 | Bielorussia                                                             | 0 – 2                                                                   | Germania                                                                | Qual. Euro 2020                                                         | Leroy Sané Marco Reus | Cap: M. Neuer                                                           |
| 11-6-2019                                                               | Magonza                                                                 | Germania                                                                | 8 – 0                                                                   | Estonia                                                                 | Qual. Euro 2020                                                         | 2 Marco Reus 2 Serge Gnabry Leon Goretzka İlkay Gündoğan Timo Werner Leroy Sané                                                   | Cap: M. Neuer                                                           |
| 6-9-2019                                                                | Amburgo                                                                 | Germania                                                                | 2 – 4                                                                   | Paesi Bassi                                                             | Qual. Euro 2020                                                         | Serge Gnabry Toni Kroos | Cap: M. Neuer                                                           |
| 9-9-2019                                                                | Belfast                                                                 | Irlanda del Nord                                                        | 0 – 2                                                                   | Germania                                                                | Qual. Euro 2020                                                         | Marcel Halstenberg Serge Gnabry                                                                                                   | Cap: M. Neuer                                                           |
| 9-10-2019                                                               | Dortmund                                                                | Germania                                                                | 2 – 2                                                                   | Argentina                                                               | Amichevole                                                              | Serge Gnabry Kai Havertz | Cap: J. Kimmich                                                         |
| 13-10-2019                                                              | Tallinn                                                                 | Estonia                                                                 | 0 – 3                                                                   | Germania                                                                | Qual. Euro 2020                                                         | 2 İlkay Gündoğan Timo Werner | Cap: M. Neuer                                                           |
| 16-11-2019                                                              | Mönchengladbach                                                         | Germania                                                                | 4 – 0                                                                   | Bielorussia                                                             | Qual. Euro 2020                                                         | Matthias Ginter Leon Goretzka 2 Toni Kroos                                                                                        | Cap: M. Neuer                                                           |
| 19-11-2019                                                              | Francoforte                                                             | Germania                                                                | 6 – 1                                                                   | Irlanda del Nord                                                        | Qual. Euro 2020                                                         | 3 Serge Gnabry 2 Leon Goretzka Julian Brandt                                                                                      | Cap: T. Kroos                                                           |
| 3-9-2020                                                                | Stoccarda                                                               | Germania                                                                | 1 – 1                                                                   | Spagna                                                                  | Nations League 2020-2021 - 1º turno                                     | Timo Werner | Cap: T. Kroos                                                           |
| 6-9-2020                                                                | Basilea                                                                 | Svizzera                                                                | 1 – 1                                                                   | Germania                                                                | Nations League 2020-2021 - 1º turno                                     | İlkay Gündoğan | Cap: T. Kroos                                                           |
| 7-10-2020                                                               | Colonia                                                                 | Germania                                                                | 3 – 3                                                                   | Turchia                                                                 | Amichevole                                                              | Julian Draxler Florian Neuhaus Luca Waldschmidt                                                                                   | Cap: J. Draxler                                                         |
| 10-10-2020                                                              | Kiev                                                                    | Ucraina                                                                 | 1 – 2                                                                   | Germania                                                                | Nations League 2020-2021 - 1º turno                                     | Matthias Ginter Leon Goretzka | Cap: M. Neuer                                                           |
| 13-10-2020                                                              | Colonia                                                                 | Germania                                                                | 3 – 3                                                                   | Svizzera                                                                | Nations League 2020-2021 - 1º turno                                     | Timo Werner Kai Havertz Serge Gnabry                                                                                              | Cap: M. Neuer                                                           |
| 11-11-2020                                                              | Lipsia                                                                  | Germania                                                                | 1 – 0                                                                   | Rep. Ceca                                                               | Amichevole                                                              | Luca Waldschmidt | Cap: İ. Gündoğan                                                        |
| 14-11-2020                                                              | Lipsia                                                                  | Germania                                                                | 3 – 1                                                                   | Ucraina                                                                 | Nations League 2020-2021 - 1º turno                                     | Leroy Sané 2 Timo Werner | Cap: M. Neuer                                                           |
| 17-11-2020                                                              | Siviglia                                                                | Spagna                                                                  | 6 – 0                                                                   | Germania                                                                | Nations League 2020-2021 - 1º turno                                     | - | Cap: M. Neuer                                                           |
| 25-3-2021                                                               | Duisburg                                                                | Germania                                                                | 3 – 0                                                                   | Islanda                                                                 | Qual. Mondiali 2022                                                     | Leon Goretzka Kai Havertz İlkay Gündoğan                                                                                          | Cap: M. Neuer                                                           |
| 28-3-2021                                                               | Bucarest                                                                | Romania                                                                 | 0 – 1                                                                   | Germania                                                                | Qual. Mondiali 2022                                                     | Serge Gnabry | Cap: M. Neuer                                                           |
| 31-3-2021                                                               | Duisburg                                                                | Germania                                                                | 1 – 2                                                                   | Macedonia del Nord                                                      | Qual. Mondiali 2022                                                     | İlkay Gündoğan (rig.) | Cap: İ. Gündoğan                                                        |
| 2-6-2021                                                                | Innsbruck                                                               | Germania                                                                | 1 – 1                                                                   | Danimarca                                                               | Amichevole                                                              | Florian Neuhaus | Cap: M. Neuer                                                           |
| 7-6-2021                                                                | Düsseldorf                                                              | Germania                                                                | 7 – 1                                                                   | Lettonia                                                                | Amichevole                                                              | Robin Gosens İlkay Gündoğan Thomas Müller autorete Serge Gnabry Timo Werner Leroy Sané                                            | Cap: M. Neuer                                                           |
| 15-6-2021                                                               | Monaco di Baviera                                                       | Francia                                                                 | 1 – 0                                                                   | Germania                                                                | Euro 2020 - 1º turno                                                    | - | Cap: M. Neuer                                                           |
| 19-6-2021                                                               | Monaco di Baviera                                                       | Portogallo                                                              | 2 – 4                                                                   | Germania                                                                | Euro 2020 - 1º turno                                                    | 2 autorete Kai Havertz Robin Gosens                                                                                               | Cap: M. Neuer                                                           |
| 23-6-2021                                                               | Monaco di Baviera                                                       | Germania                                                                | 2 – 2                                                                   | Ungheria                                                                | Euro 2020 - 1º turno                                                    | Kai Havertz Leon Goretzka | Cap: M. Neuer                                                           |
| 29-6-2021                                                               | Londra                                                                  | Inghilterra                                                             | 2 – 0                                                                   | Germania                                                                | Euro 2020 - Ottavi di finale                                            | - | Cap: M. Neuer                                                           |
| Totale                                                                  |                                                                         | Presenze                                                                | 198                                                                     |                                                                         | Reti                                                                    | 467 |                                                                         |

## Palmarès

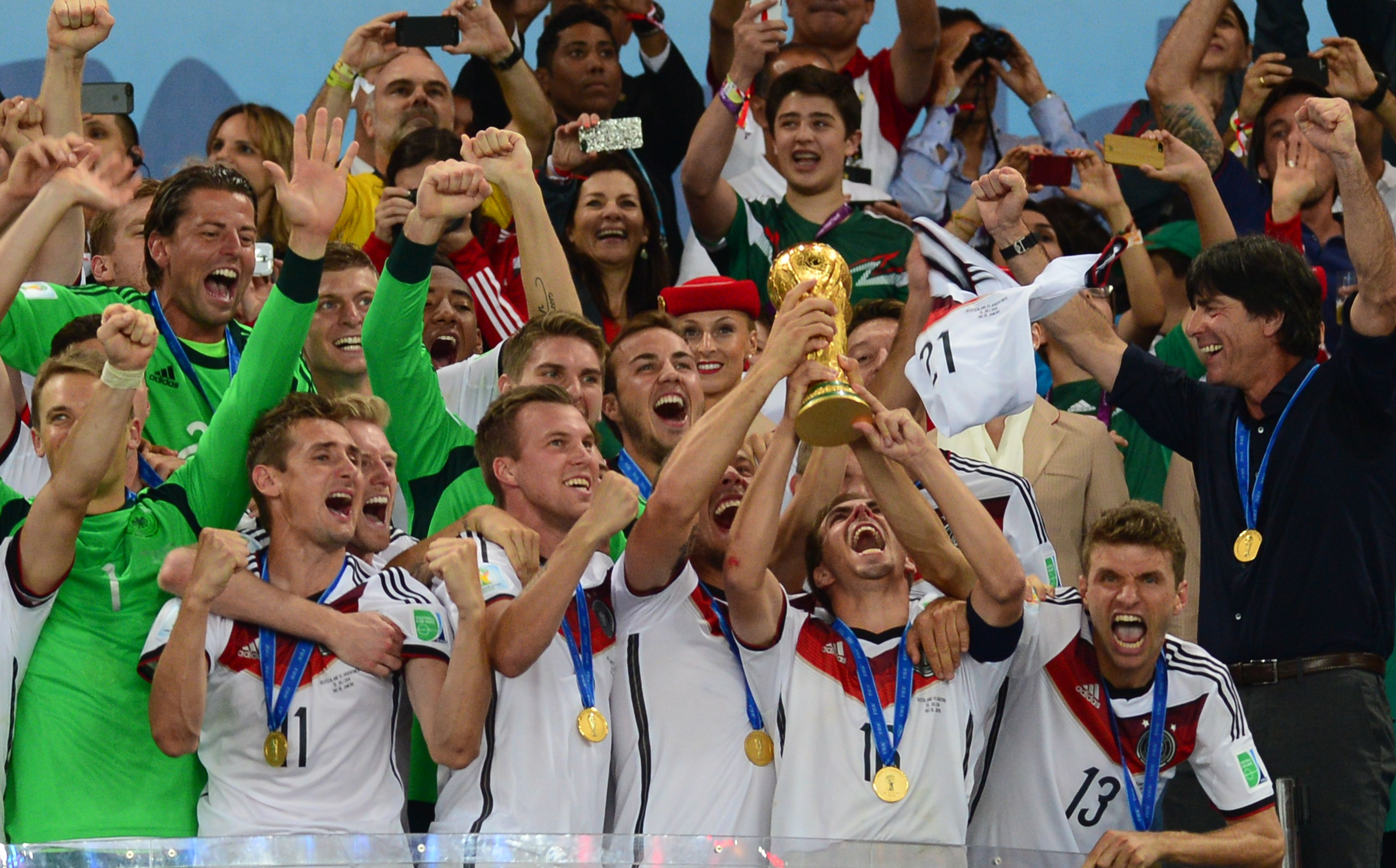
Löw (a destra) festeggia insieme ai suoi giocatori la vittoria del quarto titolo mondiale della nazionale tedesca.

### Allenatore

#### Club
- Coppa di Germania: 1

Stoccarda: 1996-1997
- Campionato austriaco: 1

Tirol Innsbruck: 2001-2002
- Supercoppa d'Austria: 1

Austria Vienna: 2003

#### Nazionale
- Campionato mondiale: 1

Germania: Brasile 2014
- Confederations Cup: 1

Germania: Russia 2017

#### Individuale
- All-Star Team del campionato mondiale: 1

Brasile 2014
- FIFA World Coach of the Year: 1

2014
- Commissario tecnico dell'anno IFFHS: 2

2014, 2017
- Allenatore dell’anno World Soccer: 1

2014
- Allenatore tedesco dell'anno: 1

2014